# Bulbophyllum oligochaete
Bulbophyllum oligochaete là một loài phong lan thuộc chi Bulbophyllum.